# FC Neftekhimik Nizhnekamsk
El FC Neftekhimik Nizhnekamsk (del ruso: ФК «Нефтехимик» Нижнекамск) es un club de fútbol ruso de la ciudad de Nizhnekamsk, en la República de Tartaristán. Fue fundado en 1991, disputa sus partidos como local en el Estadio Neftekhimik y compite en la Liga Nacional de Fútbol de Rusia. Desde 2007 el club está asociado al Rubin Kazan como filial.

## Historia
El "Neftekhimik" fue creado por la planta química de Nizhnekamsk a mediados de los años 1960. Sin embargo, hasta 1990, nunca participaron en el ámbito nacional, comptiendo en ligas amateurs. En 1990, la petroquímica participó en el evento comercial "Fútbol de Rusia". Después de ganar el campeonato del área del Volga, el "Neftekhimik" se aseguró participar en el campeonato de la temporada siguiente de la segunda división de la URSS. Tras la disolución de la Unión Soviética se impulsó el desarrollo del club. En enero de 1991 fue creado el club de fútbol profesional "Neftekhimik", por lo que ese año es el considerado como el de la fundación oficial del club. El primer presidente fue el director de la planta RT Shiyapov.
El debut en el segundo campeonato de la liga fue bastante exitosa. El club ocupó el noveno lugar entre 22 equipos, entre ellos había clubes tártaros muy experimentados como el Rubin Kazan. En 2012 el club logró clasificarse para la Primera división rusa tras finalizar campeón de la zona de los Urales de la Segunda división.

## Palmarés
- Segunda División de Rusia: 2

2015/16, 2018/19